# Radu Boureanu
Radu Boureanu (n. 9 martie 1906, București, România – d. 5 septembrie 1997, București, România) a fost un actor de scenă, dramaturg, eseist, scriitor și traducător român, activ atât în România interbelică, cât și în România postbelică.

## Biografie
Născut în București, este descendentul unei vechi familii moldovenești; bunicul, Gheorghe Boureanul, erou al războiului din 1916-1918 (autor de tratate de tactică și pedagogie, poet amator eminescizant), tatăl - Eugen Boureanul, avocat și scriitor, mama - Jeanne Boureanul (născută Michel, de origine franceză), profesoară. 
A studiat la colegiile (liceele) Mihai Viteazul și Matei Basarab din capitala României și privat la Bazargic.  În 1931, a absolvit Academia de Muzică și Arte Dramatice din București, fiind student în clasa celebrei Lucia Sturdza-Bulandra.Între 1929 și 1947 este, cu întreruperi, actor la Teatrul Național din București, apoi se dedică scrisului.
Primele sale poeme au apărut în Ritmul vremii, în 1927.  Alte publicații, în care Radu Boureanu a publicat, au inclus revistele literare Gândirea, Vremea, Adevărul literar și artistic și Bilete de Papagal. Se face cunoscut și apreciat de Mihail Dragomirescu cu o poemă publicată în „Lumea" de la Iași, dedicată lui Mihail Sadoveanu și intitulată "Cherhanaua de altădată, cherhanaua de acum". Împreună cu Zaharia Stancu, scriitorul a fondat revista Azi în 1932.  Prima sa carte de poezii, apărută în 1933, volumul Zbor alb, a atras atenția criticului Pompiliu Constantinescu.
Între anii 1936 și 1940, a condus revista de turism și artă „România", a îngrijit suplimentul „Caiet de poezie" al „Vieții românești", al cărei redactor-șef va deveni între 1967 și 1974. Ca poet, a obținut mai multe premii naționale și internaționale (începând din 1933), concomitent realizând și o remarcată creație de pictură (a participat și a fost premiat la Saloanele Oficiale cu începere din 1942). Radu Boureanu a mai scris și critică de artă, memorialistică, proză, teatru, ca și literatură poematico-dramatică, și a făcut numeroase traduceri.

## Distincții
- Medalia „A cincea aniversare a Republicii Populare Române” (24 decembrie 1952) „pentru lupta și munca duse în vederea făuririi, consolidării și prosperării Republicii Populare Române”[3]
- Ordinul Muncii clasa a II-a (21 august 1954) „pentru merite deosebite pe tărîmul construcției de stat, economice, sociale și culturale, cu ocazia celei de a zecea aniversări a eliberării patriei noastre”[4]
- Ordinul „Meritul Cultural” clasa a II-a (26 septembrie 1966) „pentru merite deosebite în activitatea literară, artistică și de răspîndire a culturii naționale, cu prilejul Centenarului Academiei Republicii Socialiste România”[5]
- Ordinul „Steaua Republicii Socialiste România” clasa a IV-a (20 aprilie 1971) „pentru merite deosebite în opera de construire a socialismului, cu prilejul aniversării a 50 de ani de la constituirea Partidului Comunist Român”[6]
- Ordinul „Meritul Cultural” clasa I (1977) „în semn de prețuire a întregii activități creatoare în domeniul artei și literaturii și contribuției aduse la viața cultural-artistică, cu prilejul împlinirii vîrstei de 70 de ani”[7]

## Opera

### Poezie
- Zbor alb, 1932;
- Golful sîngelui, 1936;
- Cai de Apocalips, 1939;
- Sîngele popoarelor, 1948;
- Umbra stelelor, 1957;
- Cîntare cetății lui Bucur, 1959;
- Moartea morilor de vînt, 1961;
- Vioara cosmică: poezii alese; [pref. de Ov. S. Crohmalniceanu], 1962;
- Inima desenată, 1964;
- Cheile somnului, 1967;
- Cocoși de vînt, 1968;
- Solara noapte, 1969;
- Piramidele frigului, 1970;
- Mîinile orelor, 1971;
- Ce oră e în lume?, 1973;
- Harap Alb: basm în versuri după Ion Creangă, 1974.
- Planeta curată, 1976;
- Planeta nebunilor', 1979;
- La nord de Aldebaran - Au Nord de Aldebaran; ediție bilingvă, traducere de Gina Argintescu-Amza, prefață de Al. Balaci, București, 1981;
- Frumusețile oarbe, 1982;
- Snop de fulgere, 1985;
- Oceanul întrebărilor, 1985;
- Albastra umbră a tristeții, 1986;
- Dulce uragan, 1989.

#### Piese de teatru
- Lupii: piesă în 4 acte (6 tablouri), 1952 - Premiul de Stat;
- Cazul Bennet : piesă în 3 acte : (6 tablouri) de Radu Boureanu și Horia Deleanu, 1954;
- Satul fără dragoste, poem dramatic, 1955 - recompensat cu premiul Uniunea Scriitorilor.
- Fata de pe Mureș: piesă într-un act (două tablouri), 1954

#### Proza scurtă
- Nicolae Milescu Spatarul, o biografie romanțată a lui Nicolae Milescu, 1936;
- Ceașca, 1956;
- Între Marea Neagră și Marea Albă, 1964;
- Üstuné sau Colina goală, 1965;
- București; prezentare grafică: T. Mironescu, 1966;
- Holbein, 1975;
- Edgar Degas; prezentare grafică: Mihail Boitor, 1983.

#### Romane
- Fata din umbră, 1936;
- Enigmaticul Baikal, 1937;
- Ceașca, roman, 1956;
- Frumosul Principe Cercel, 1978.

### Publicistică și memorialistică
- Funia de nisip: publicistică politică și literară, 1972;
- Văzuți în oglinda timpului, 1987.

### Antologii
- O călătorie în Făgăraș, în Microfonul vagabond: publicistică literară radiofonică din Arhiva Societății Române de Radiodifuziune : (reportaje, însemnări de călătorie, eseuri) : 1932-1935 / [cercetarea de arhivă, selecția și îngrijirea textelor Maria-Elena Negoescu și Horia Pop. - p. 163-167;
- Pentru pace, pentru socialism: poeme, de Maria Bănuș, Mihai Beniuc, Radu Boureanu ... [et al.], 1950;
- Scrieri - 1972-1979:

- Vol. 1 Zbor alb: poezii
- Vol. 2 Piramidele frigului: poezii
- Vol. 3 Călătorii pierdute
- Vol. 4 Traduceri din lirica universală

### Traduceri
- M. Constantin-Weyer - Trecutul domnului Monge, 1937;
- Henry de Monfreid - Aventuri pe mare, 1944;
- L.N. Tolstoi - Prizonierul din Caucaz, 1948;
- Alexandru Blok - Poeme, 1949;
- Karinthy Frigyes - Zidarii, 1952;
- A. N. Ostrovskij - Fata de zăpadă: (Snegurocika) : basm de primăvară în patru acte și un prolog, 1954;
- Aleksandr Nikolaevich Ostrovskij - Kozma Zaharici Minin Suhoruk: cronica dramatica în cinci acte în versuri, 1956;
- A. N. Ostrovski - Voievodul (Visul de pe Volga): comedie în cinci acte, cu prolog în versuri, 1958;
- Émile Verhaeren - Poeme; tălmăciri de Radu Boureanu ; cuv. înainte de Ion Vitner, 1960;
- Méliusz József - Cît cuprind cu ochii': poeme : (1931-1960); în românește de Emil Giurgiuca și Radu Boureanu ; pref. de M. Gafita, 1962;
- Pablo Neruda - Poeme; trad. [;i pref. de] Radu Boureanu, 1965;
- Nguyên Du - Kim-Van-Kiêu: poem național vietnamez, 1967;
- Antologie de poezie belgiană de limba franceză; antol. îngrij., trad. și comentată de Radu Boureanu, 1968;
- Arthur Haulot - Roșcatul în lună, 1968;
- Nuvele din Flandra; în românește de Radu Boureanu, Valeria Sadoveanu și Petre Solomon ; cuv. înainte de Geo Dumitrescu, 1968;
- Robert Goffin - Versuri, 1970;
- Arthur Haulot - Mierloiul chior, 1973;
- Hugo Claus - Apropo de Dédé (pref. și trad.), 1974;
- Muriel Spark - Domnișoara Brodie', în floarea vîrstei; trad. de Livia Deac ; trad. versurilor de Radu Boureanu, 1975;
- Mihai Eminescu în critica italiană; texte alese și traduse de Radu Boureanu și Titus Pârvulescu ; argument de Radu Boureanu ; pref. de Ștefan Cuciureanu, 1977.

## În alte limbi
- Radu Boureanu legszebb versei (Cele mai frumoase poezii, traducere în limba maghiară de Majtényi Erik, Ifjúsági Könyvkiadó, Bukarest, 1964.[8]

## Imagini

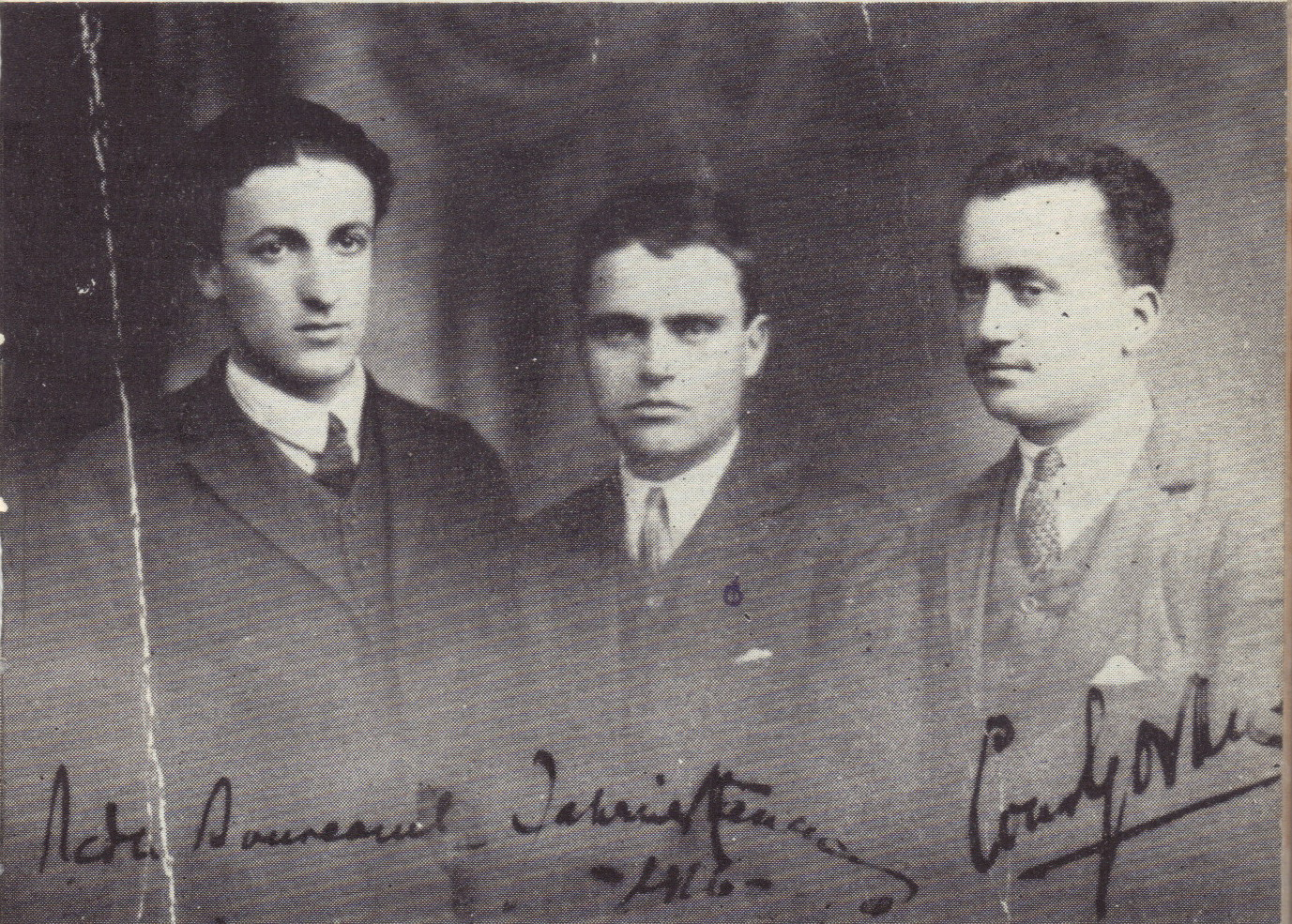
Radu Boureanu, Zaharia Stancu și Constantin Goran, București, 1926